# Bahariasaurus
Bahariasaurus (що означає «ящір Бахарії») — загадковий рід великих тероподових динозаврів. Відомо, що Bahariasaurus включав принаймні один вид, Bahariasaurus ingens, який був знайдений у шарах гірських порід Північної Африки, що датуються сеноманським віком пізньої крейди. Єдині скам'янілості, які з упевненістю відносять до бахаріазаврів, були знайдені німецьким палеонтологом Ернстом Штромером у формації Бахарія оази Бахарія (араб. الواحة البحرية, що означає «північна оаза») в Єгипті, але вони були знищені під час бомбардування в ході Другої світової війни, разом з іншими представниками Бахарської формації — голотипами спінозавра і єгиптозавра. Хоча до цього роду відносять і інші скам'янілості, наприклад, з Фаракської формації Нігеру, щоправда, вони згадуються зі значно меншою впевненістю. Бахаріазавр, за більшістю оцінок, є одним з найбільших тероподів, близький за висотою до тиранозавра рекса і його сучасника кархародонтозавра. Вищезгадані оцінки схиляються до того, що його довжина становила близько 11—12,2 метра, а загальна вага — 4—4,8 тонни.

## Історія вивчення
Бахаріазавр був виявлений у 1910-х роках під час експедиції до єгипетської формації Бахарія під керівництвом Маркграфа та Штромера, а голотип, зразок 1912 VIII 62, був знайдений у 1911 р.. Типовий вид, B. ingens, був описаний Ернстом Штромером у 1934 р.. Він вважався потенційно найбільшим з відомих тероподів. Цей екземпляр був знищений під час повітряного рейду під час Другої світової війни в ніч з 23 на 24 квітня 1944 року.
Сумнівні знахідки бахаріазавра з Фаракської формації Нігеру, які складаються з тіла проксимального хвостового хребця (65 мм), двох тіл середніх хвостових хребців і трьох тіл середніх хвостових хребців (від різних особин), були знайдені дещо пізніше у 20-му столітті та описані де Лаппарентом у 1960 р.. Можливо, що ці рештки належали іншому неспорідненому тероподу.